# Saison NBA Development League 2013-2014
Navigation
Saison 2012-2013 Saison 2014-2015
La saison NBA Development League 2013-2014 est la 13e saison de la NBA Development League, la ligue mineure de la National Basketball Association (NBA). Les Mad Ants de Fort Wayne remportent le titre de champion,  en s'imposant en finale face aux Warriors de Santa Cruz.

## Saison régulière
| Conférence Est              | Conférence Est | Conférence Est | Conférence Est | Conférence Est |
| Équipe                      | Victoires      | Défaites       | % de victoires | Écart          |
| --------------------------- | -------------- | -------------- | -------------- | -------------- |
| Mad Ants de Fort Wayne      | 34             | 16             | 68,0 %         | —              |
| Charge de Canton            | 28             | 22             | 56,0 %         | 6              |
| Armor de Springfield        | 22             | 28             | 44,0 %         | 12             |
| Red Claws du Maine          | 19             | 31             | 38,0 %         | 15             |
| BayHawks d'Érié             | 16             | 34             | 32,0 %         | 18             |
| 87ers du Delaware           | 12             | 38             | 24,0 %         | 22             |
| Conférence Centrale         |                |                |                |                |
| Équipe                      | Victoires      | Défaites       | % de victoires | Écart          |
| Energy de l'Iowa            | 31             | 19             | 62,0 %         | —              |
| Skyforce de Sioux Falls     | 31             | 19             | 62,0 %         | —              |
| Vipers de Rio Grande Valley | 30             | 20             | 60,0 %         | 1              |
| Legends du Texas            | 24             | 26             | 48,0 %         | 7              |
| 66ers de Tulsa              | 24             | 26             | 48,0 %         | 7              |
| Toros d'Austin              | 19             | 31             | 38,0 %         | 12             |
| Conférence Ouest            |                |                |                |                |
| Équipe                      | Victoires      | Défaites       | % de victoires | Écart          |
| D-Fenders de Los Angeles    | 31             | 19             | 62,0 %         | —              |
| Warriors de Santa Cruz      | 29             | 21             | 58,0 %         | 2              |
| Bighorns de Reno            | 27             | 23             | 54,0 %         | 4              |
| Stampede de l'Idaho         | 24             | 26             | 48,0 %         | 7              |
| Jam de Bakersfield          | 24             | 26             | 48,0 %         | 7              |

## Playoffs
|  | Quarts de finale | Quarts de finale  | Quarts de finale  |            |             | Demi-finales | Demi-finales | Demi-finales |  |  | Finale | Finale     | Finale |
|  |                  |                   |                   |            |             |              |              |              |  |  |        |            |        |
|  | 1                | Fort Wayne        | 2                 |            |             |              |              |              |  |  |        |            |        |
|  | 8                | Reno              | 0                 |            |             |              |              |              |  |  |        |            |        |
|  | 8                | Reno              | 0                 |            | 1           | Fort Wayne   | 2            |              |  |  |        |            |        |
|  |                  |                   |                   |            | 1           | Fort Wayne   | 2            |              |  |  |        |            |        |
|  |                  | 4                 | Sioux Falls       | 0          |             |              |              |              |  |  |        |            |        |
|  | 4                | 4                 | Sioux Falls       | 0          | Sioux Falls | 2            |              |              |  |  |        |            |        |
|  | 4                |                   |                   |            | Sioux Falls | 2            |              |              |  |  |        |            |        |
|  | 7                | Canton            | 1                 |            |             |              |              |              |  |  |        |            |        |
|  |                  |                   |                   |            |             |              |              |              |  |  | 1      | Fort Wayne | 2      |
|  |                  |                   | 6                 | Santa Cruz | 0           |              |              |              |  |  |        |            |        |
|  | 2                | Los Angeles       | 0                 |            |             |              |              |              |  |  |        |            |        |
|  | 6                | Santa Cruz        | 2                 |            |             |              |              |              |  |  |        |            |        |
|  | 6                | Santa Cruz        | 2                 |            | 6           | Santa Cruz   | 2            |              |  |  |        |            |        |
|  |                  |                   |                   |            | 6           | Santa Cruz   | 2            |              |  |  |        |            |        |
|  |                  | 5                 | Rio Grande Valley | 1          |             |              |              |              |  |  |        |            |        |
|  | 3                | 5                 | Rio Grande Valley | 1          | Iowa        | 1            |              |              |  |  |        |            |        |
|  | 3                |                   |                   |            | Iowa        | 1            |              |              |  |  |        |            |        |
|  | 5                | Rio Grande Valley | 2                 |            |             |              |              |              |  |  |        |            |        |

## Finales
|  |                        |  |     |     |  |
|  | Finale                 |  |     |     |  |
|  |                        |  |     |     |  |
|  |                        |  |     |     |  |
|  | Mad Ants de Fort Wayne |  | 102 | 119 |  |
|  | Mad Ants de Fort Wayne |  | 102 | 119 |  |
|  | Warriors de Santa Cruz |  | 92  | 113 |  |

## Récompenses
MVP de la saison régulière :
- Ron Howard (Mad Ants de Fort Wayne)
- Othyus Jeffers (Energy de l'Iowa)

Rookie de l'année : Robert Covington (Vipers de Rio Grande Valley)
Défenseur de l'année : DeAndre Liggins (Skyforce de Sioux Falls)
Joueur d'impact de l'année : Ike Diogu (Jam de Bakersfield)
Joueur ayant le plus progressé : Frank Gaines (Red Claws du Maine)
Prix Jason Collier pour l'esprit sportif : Ron Howard (Mad Ants de Fort Wayne)
Entraîneur de l'année : Conner Henry (Mad Ants de Fort Wayne)
Dirigeant de l'année : Jeff Potter (Mad Ants de Fort Wayne)
MVP du All-Star D-League : Robert Covington (Vipers de Rio Grande Valley)
| All-NBA D-League First Team : - Ron Howard (Mad Ants de Fort Wayne) - Kevin Murphy (Stampede de l'Idaho) - Othyus Jeffers (Energy de l'Iowa) - Robert Covington (Vipers de Rio Grande Valley) - Justin Hamilton (Skyforce de Sioux Falls) | All-NBA D-League Second Team : - Jorge Gutiérrez (Charge de Canton) - DeAndre Liggins (Skyforce de Sioux Falls) - James Nunnally (Legends du Texas) - Chris Wright (Red Claws du Maine) - Hilton Armstrong (Warriors de Santa Cruz) | All-NBA D-League Third Team : - Seth Curry (Warriors de Santa Cruz) - Troy Daniels (Vipers de Rio Grande Valley) - Tony Mitchell (Mad Ants de Fort Wayne) - Terrence Williams (D-Fenders de Los Angeles) - Arinze Onuaku (Charge de Canton) |